# Эрфуртский университет
Эрфуртский университет (нем. Universität Erfurt) — публичный университет в городе Эрфурт, один из древнейших университетов Германии. Основан в 1379 году, закрыт в 1816 году. В 1994 году, через четыре года после воссоединения Германии, университет в Эрфурте был основан повторно.

## Структура
- Педагогический факультет
- Факультет католической теологии
- Философский факультет (гуманитарный факультет)
- Факультет права, экономики и социальных наук
- Центр культурологических и социальных исследований имени Макса Вебера[нем.]
- Исследовательский центр социальных и культурологических наук в Готе

## Известные выпускники и преподаватели
- Мартин Лютер, основатель лютеранства
- Ульрих фон Гуттен, немецкий протестантский теолог
- Иоганн Гутенберг, немецкий первопечатник (принадлежность спорная)
- Иоганн Шонер, немецкий астроном, астролог, математик и географ.
- Кристоф Виланд, немецкий поэт
- Христиан Фридрих Зегельбах, сперва студент, а затем преподаватель университета.
- Август Нейдхардт фон Гнейзенау, прусский военный
- Бардт, Карл-Фридрих, немецкий богослов, проповедник и полемист эпохи Просвещения
- Август Фридрих Геккер, немецкий врач, автор первого руководства по патологической физиологии.